# Claire Morissette
Pour les articles homonymes, voir Morissette.
Claire Morissette, née à Montréal le 6 avril 1950 et morte le 20 juillet 2007 dans la même ville, est une militante cycliste canadienne.

## Biographie
L'implication de Claire Morissette pour promouvoir l'utilisation du vélo en ville (principalement à Montréal) commence dans les années 1970. Elle milite à cette époque pour la mise en place de pistes cyclables, dans les rues comme sur les ponts, et également pour le droit de transporter son vélo à l'intérieur du métro. C'est aussi pendant cette période qu'elle rencontre Robert Silverman de l'association Le Monde à bicyclette avec lequel elle poursuivra ses différentes revendications pour le vélo. Celles-ci se réaliseront par la suite grâce à son acharnement et celui du groupe.
En 1994, elle publie un livre, Deux roues, un avenir : le vélo en ville, dans lequel elle prône l'utilisation du vélo comme moyen de transport urbain. Cette même année, elle co-fonde Communauto, une entreprise à vocation écologique se basant sur le système d'autopartage.
En 1999, elle met sur pied un Organisme sans but lucratif, appelé Cyclo Nord-Sud, qui permet de donner un second souffle aux vélos inutilisés du Québec en les envoyant dans les pays défavorisés où ils sont utilisés comme moyen de transport.
Elle meurt en juillet 2007 des suites d'un cancer du sein qu'elle combattait depuis sept ans.
La piste cyclable du boulevard De Maisonneuve, à Montréal, est nommée en son honneur en juillet 2008 et porte désormais le nom de piste cyclable Claire-Morissette.
Dans une interview à la suite de la mort de Silverman en 2022, l'activiste Scott Weinstein dit : « Il faut se rendre compte que Monde à Bicyclette avait deux personnes clés. Bob était le showman que tout le monde connaissait et Claire Morissette était l'organisatrice. Elle s'est vraiment occupée des détails et la tactique ».

## Publications
- Claire Morissette, Deux roues, un avenir : le vélo en ville, Montréal, Écosociété, 1994 (ISBN 9782921561143)

## Distinction
- 2007 : Prix Thérèse-Daviau (à titre posthume)[5] ;
- 2017 : Claire Morissette fait partie de l'exposition "Place aux femmes" à l’Hôtel de ville dans le cadre du 375e anniversaire de Montréal.